# Équipe de France de football en 1957
Chronologie
Saison précédente Saison suivante
Cet article traite de l'année 1957 de l'équipe de France de football.
L'équipe de France enchaîne les bons résultats et parvient à se qualifier pour la Coupe du monde 1958 en Suède.

## Les matchs
| Date               | Stade                               | Adversaire | Score | Comp | Buteurs français                                                                             |
| 24 mars 1957       | Estadio Nacional Lisbonne, Portugal | Portugal   | V 1-0 | A    | Piantoni (55e)                                                                               |
| 2 juin 1957        | Stade Marcel-Saupin Nantes, France  | Islande    | V 8-0 | QCM  | Oliver (6e & 11e), Vincent (29e & 83e), Dereuddre (36e), Piantoni (45e & 81e), Brahimi (49e) |
| 1er septembre 1957 | Laugardalsvöllur Reykjavik, Islande | Islande    | V 5-1 | QCM  | Cisowski (29e & 32e), Ujlaki (48e & 66e), Wisnieski (53e)                                    |
| 6 octobre 1957     | Nepstadion Budapest, Hongrie        | Hongrie    | D 0-2 | A    | -                                                                                            |
| 27 octobre 1957    | Stade du Heysel Bruxelles, Belgique | Belgique   | N 0-0 | QCM  | -                                                                                            |
| 27 novembre 1957   | Wembley Londres, Angleterre         | Angleterre | D 0-4 | A    | -                                                                                            |
| 25 décembre 1957   | Parc des Princes Paris, France      | Bulgarie   | N 2-2 | A    | Wisnieski (11e) & Douis (56e)                                                                |

A : match amical. QCM : match qualificatif pour la Coupe du monde 1958.

## Les joueurs
| Joueurs                                                          |    |    |    |    |    |    |     |
| Gardiens de but                                                  |    |    |    |    |    |    |     |
| François Remetter (FC Sochaux)                                   | 90 | 90 |    |    |    |    |     |
| Dominique Colonna (Stade de Reims) (première sélection)          |    |    | 90 | 90 |    |    | 90  |
| Claude Abbes (AS Saint-Étienne) (première sélection)             |    |    |    |    | 90 | 90 |     |
| Défenseurs                                                       |    |    |    |    |    |    |     |
| Raymond Kaelbel (AS Monaco)                                      | 90 | 90 | 90 | 90 | 90 | 90 | 90  |
| Robert Jonquet (Stade de Reims)                                  | 90 | 90 | 90 |    |    |    | 90  |
| Roger Marche (RC Paris)                                          | 90 | 90 |    |    |    |    |     |
| Richard Boucher (Toulouse FC) (première sélection)               |    |    | 90 |    |    |    |     |
| Mustapha Zitouni (AS Monaco) (première sélection)                |    |    |    | 90 | 90 | 90 |     |
| André Lerond (Olympique lyonnais) (première sélection)           |    |    |    | 90 | 90 |    | 90  |
| Richard Tylinski (première sélection) (AS Saint-Étienne)         |    |    |    |    |    | 90 |     |
| Milieux                                                          |    |    |    |    |    |    |     |
| Armand Penverne (Stade de Reims)                                 | 90 | 90 | 90 | 90 | 90 |    | 90  |
| Jean-Jacques Marcel (Olympique de Marseille)                     | 90 | 90 | 90 |    | 90 |    |     |
| Célestin Oliver (UA Sedan Torcy)                                 |    | 90 |    |    | 90 |    |     |
| Pierre Cahuzac (Toulouse FC) (2 uniques sélections)              |    |    |    | 90 |    |    | 90  |
| René Domingo (AS Saint-Étienne) (première et dernière sélection) |    |    |    |    |    | 90 |     |
| Bruno Bollini (RC Paris) (première sélection)                    |    |    |    |    |    | 90 |     |
| Attaquants                                                       |    |    |    |    |    |    |     |
| Roger Piantoni (FC Nancy/Stade de Reims)                         | 90 | 90 | 90 | 90 |    | 90 | 90  |
| Jean Vincent (Stade de Reims)                                    | 90 | 90 |    |    | 90 | 90 | 90  |
| Maryan Wisnieski (RC Lens)                                       | 90 |    | 90 | 90 |    | 90 | 36  |
| Thadée Cisowski (RC Paris)                                       | 90 |    | 90 |    |    |    |     |
| Rachid Mekloufi (AS Saint-Étienne) (dernières sélections)        | 90 |    |    |    |    |    | r54 |
| Saïd Brahimi (Toulouse FC) (2 seules sélections)                 |    | 90 |    |    | 90 |    |     |
| René Dereuddre (Toulouse FC) (6e et dernière sélections)         |    | 90 |    |    |    |    |     |
| Joseph Ujlaki (OGC Nice)                                         |    |    | 90 | 90 |    | 90 |     |
| René Bliard (Stade de Reims) (6esélection)                       |    |    | 90 |    |    |    |     |
| Just Fontaine (Stade de Reims) (4esélection)                     |    |    |    | 90 |    |    |     |
| Abdelaziz Ben Tifour (AS Monaco) (4e et dernière sélection)      |    |    |    | 90 |    |    |     |
| Stéphane Bruey (SCO Angers) (première sélection)                 |    |    |    |    | 90 |    | 90  |
| Michel Leblond (Stade de Reims) (4e et dernière sélection)       |    |    |    |    | 90 |    |     |
| Yvon Douis (Lille OSC) (première selection)                      |    |    |    |    |    | 90 | 90  |